# Schließkraft
Die Schließkraft bezeichnet im Maschinenbau die Summe aller Kräfte bei Pressen, die die Säulen (Holme) nach vollzogenem Schließvorgang auf Zug beanspruchen. Die Schließkraft ist dann auch die Kraft, die die Werkzeughälften aneinanderpresst.
Bei Spritzgießmaschinen ist die Schließkraft eine wichtige Kennzahl in der internationalen Größenangabe. Sie gibt an:
- mit der ersten Zahl die maximale Schließkraft in kN
- mit der zweiten Zahl das Arbeitsvermögen der Spritzeinheit.

Beispielsweise hat eine Spritzgießmaschine der internationalen Größe 500-210 eine maximale Schließkraft von 500 kN.